# Na dlažbě
Na dlažbě (anglický originál Get a Job) je americký komediální film z roku 2016, jehož režie se ujal Dylan Kidd a scénáře Kyle Pennekamp a Scott Turpel. Hlavní role hrají Miles Teller, Anna Kendrick, Brandon T. Jackson, Nicholas Braun, Christopher Mintz-Plasse, Marcia Gay Harden, Alison Brie a Bryan Cranston. Film byl natočen v roce 2012, ale premiéru měl až v 25. března 2016. 

## Obsazení
- Miles Teller jako Will Davis
- Anna Kendrick jako Jillian Stewart
- Brandon T. Jackson jako Luke
- Christopher Mintz-Plasse jako Ethan
- Nicholas Braun jako Charlie
- Cameron Richardson jako Tara
- Marcia Gay Harden jako Katherine Dunn
- Alison Brie jako Tanya Sellers
- Bryan Cranston jako Roger Davis
- Jorge Garcia jako Fernando the Janitor
- John C. McGinley jako Diller
- John Cho jako Brian Bender
- Greg Germann jako Fernando
- Bruce Davison jako Lawrence Wilheimer
- Ethan Dizon jako Kwan
- Jay Pharoah jako Skeezy D
- Aaron Hill jako Jason

## Vydání
Anna Kendrick se v září 2014, dva roky po natočení vyjádřila, že film má problémy s distribucí  a je možné, že ho diváci nikdy neuvidí. Film měl nakonec premiéru dne 25. března 2016.

## Přijetí

### Recenze
Na stránce Rotten Tomatoes si film drží rating 5 procent vypočítaných na základě 22 recenzí s průměrným hodnocením 3,65 z 10. Na stránce Metacritic má film skóre 31 bodů ze 100 vypočítaných na základě 10 kritik. Na Česko-Slovenské filmové databázi má snímek k 19. červenci 2019 50 procent. 